# Smryti
Smryti – teksty religijne hinduizmu nienależące do wedyjskiego Objawienia (śruti), ale związane z tradycją wedyjską. Należą do nich eposy, purany i wedangi. Zalicza się do nich śrautasutry, gryhjasutry, dharmasutry, dharmaśastry, nitiśastry, a także Kamasutrę.